# Luigi Gonzaga
Luigi Gonzaga (Castiglione delle Stiviere, 9 marzo 1568 – Roma, 21 giugno 1591) è stato un religioso italiano della Compagnia di Gesù.
Beatificato nel 1605, è stato proclamato santo da papa Benedetto XIII nel 1726.

## Biografia
Figlio primogenito di Ferrante Gonzaga, primo marchese di Castiglione delle Stiviere, e di Marta Tana di Chieri, nacque nel castello di famiglia di Castiglione. I genitori si erano conosciuti in Spagna, alla corte del re Filippo II.

### Primi anni di vita
Fu battezzato il 20 aprile 1568 dal parroco Giambattista Pastorio (m. 1569) nella chiesa dei Santi Nazario e Celso (ora Duomo di Castiglione), rinnovando il nome del nonno Luigi Alessandro, ed ebbe come padrino il cugino Prospero Gonzaga (1543-1614) di Luzzara.
Primo di otto figli, e quindi erede al titolo di marchese, fin dalla prima infanzia fu educato alla vita militare, e all'età di cinque anni Ferrante portò con sé Luigi. All'età di sette anni, tuttavia, avvenne la sua "conversione dal mondo a Dio", come egli stesso la definì: sentendosi chiamato a consacrare la propria vita al Signore, intensificò la preghiera, recitando ogni giorno in ginocchio i sette Salmi penitenziali e l'Ufficio della Madonna.
Nel 1576, a causa di un'epidemia nel feudo, venne trasferito a Firenze col fratello minore Rodolfo presso il granduca Francesco I de' Medici, affinché fosse lontano dalla peste ma pure per farlo vivere presso una corte raffinata e confacente al suo rango. A Firenze, nella basilica della Santissima Annunziata fece voto di perpetua verginità. Tre anni dopo venne poi dislocato alla corte di Mantova, dove nel 1585 rinuncerà al titolo di futuro marchese di Castiglione, in favore del fratello Rodolfo. Nel 1580 ricevette la Prima Comunione da Carlo Borromeo in visita nella Diocesi di Brescia (della quale Castiglione faceva parte a quel tempo). Nel 1581 si recò a Madrid per due anni, come paggio d'onore del principe Diego (il padre era al servizio di Filippo II di Spagna). A Madrid Luigi studiò logica, filosofia, teologia e matematica, mostrando la sua precoce intelligenza.

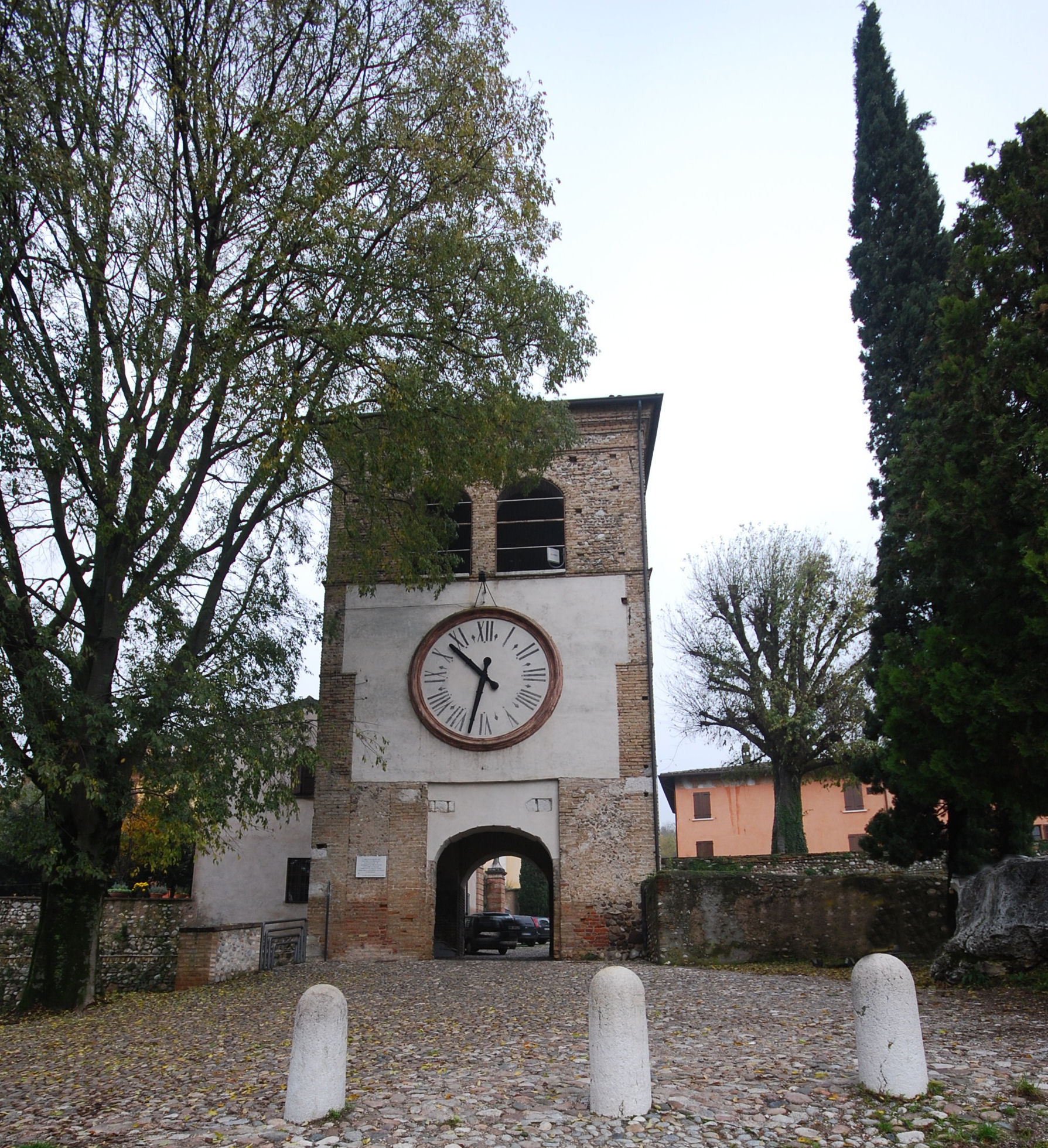
Castiglione delle Stiviere, il castello

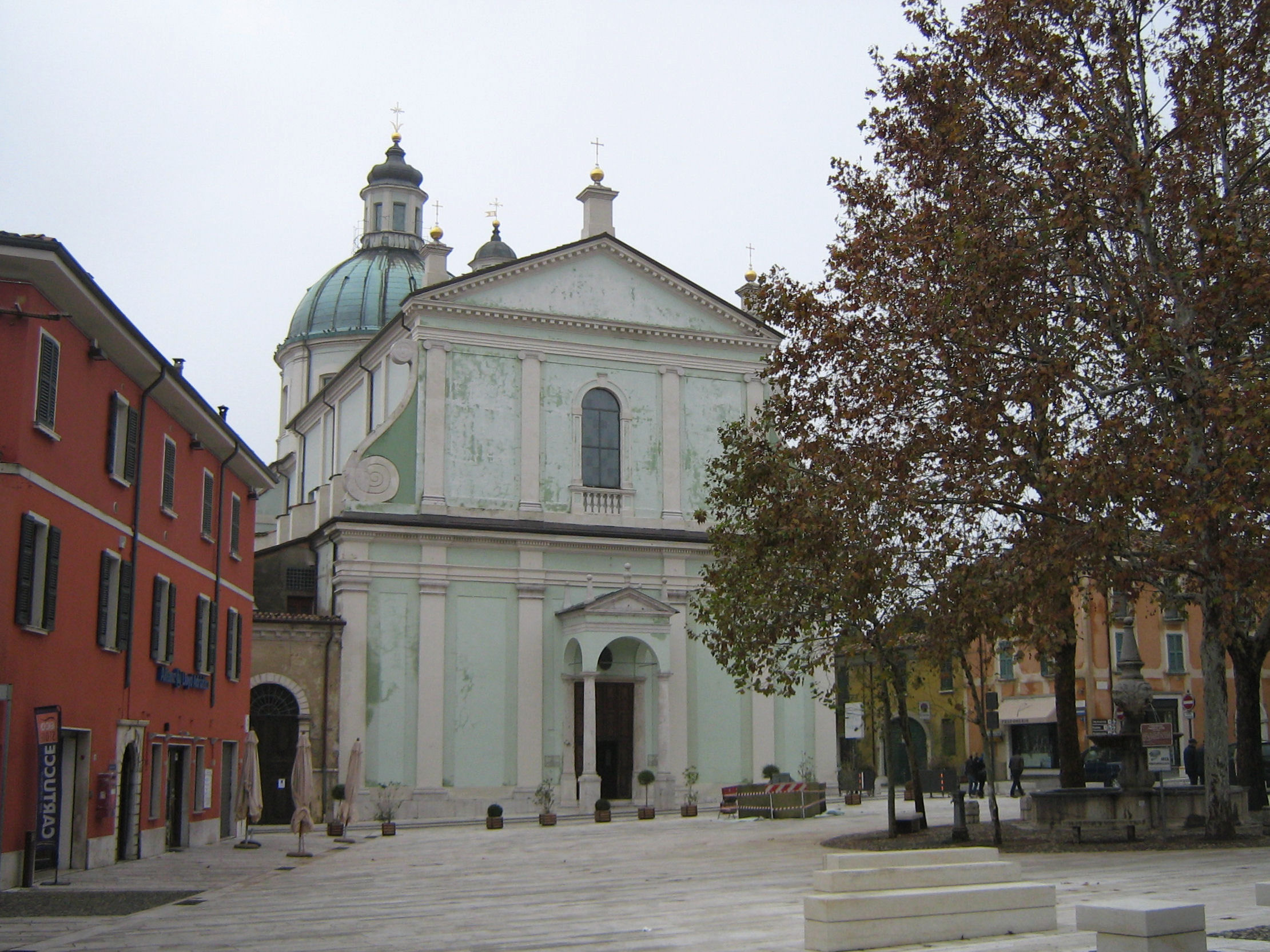
Santuario basilica di San Luigi Gonzaga a Castiglione delle Stiviere

### Vita religiosa
Studiò lettere, scienze e filosofia, lesse testi spirituali e relazioni missionarie, pregò e maturò la sua decisione di farsi gesuita e nonostante l'opposizione del padre inizialmente contrario (lo inviò in varie corti, sperando che la vita brillante lo facesse desistere dal suo proposito), all'età di 17 anni (il 25 novembre 1585) entrò nel noviziato della Compagnia di Gesù a Roma. Studiò teologia e filosofia. A Roma ebbe tra i suoi insegnanti e direttore spirituale San Roberto Bellarmino. Mentre si trovava nella capitale, Luigi apprese la notizia della morte del padre Ferrante, avvenuta il 13 febbraio 1586.
Luigi lasciò Roma nel settembre 1589 su richiesta della madre Marta Tana e di Eleonora d'Austria, duchessa di Mantova, e fece ritorno al paese natale per tentare una mediazione sulla questione legata alla successione del marchesato di Solferino, dopo la morte dello zio Orazio Gonzaga, tra il fratello Rodolfo, lo zio Alfonso, marchese di Castel Goffredo e il duca di Mantova Vincenzo I Gonzaga, che si trovavano in lite per la spartizione del territorio. Il suo intervento si concluse nel febbraio 1590, quando Luigi tornò a Milano per continuare gli studi in attesa di rientrare a Roma, nel maggio dello stesso anno.
Nel 1590/91 una serie di malattie infettive uccisero a Roma migliaia di persone, inclusi i papi (Sisto V, Urbano VII). Luigi Gonzaga, insieme a san Camillo de Lellis e ad alcuni confratelli gesuiti, si prodigò intensamente ad assistere i più bisognosi. Malato da tempo, dovette dedicarsi solo ai casi con nessuna evidenza di contagiosità, ma un giorno, trovato in strada un appestato, se lo caricò in spalla e lo portò all'ospedale della Consolazione. Pochi giorni dopo morì, all'età di soli 23 anni. Il suo corpo è tumulato nella chiesa di Sant'Ignazio a Roma, nello splendido altare barocco di Andrea Pozzo e Pierre Legros, mentre il suo cranio è conservato nella basilica a lui intitolata a Castiglione delle Stiviere. La mandibola è custodita nella Chiesa Madre di Rosolini, in provincia di Siracusa.

## Culto

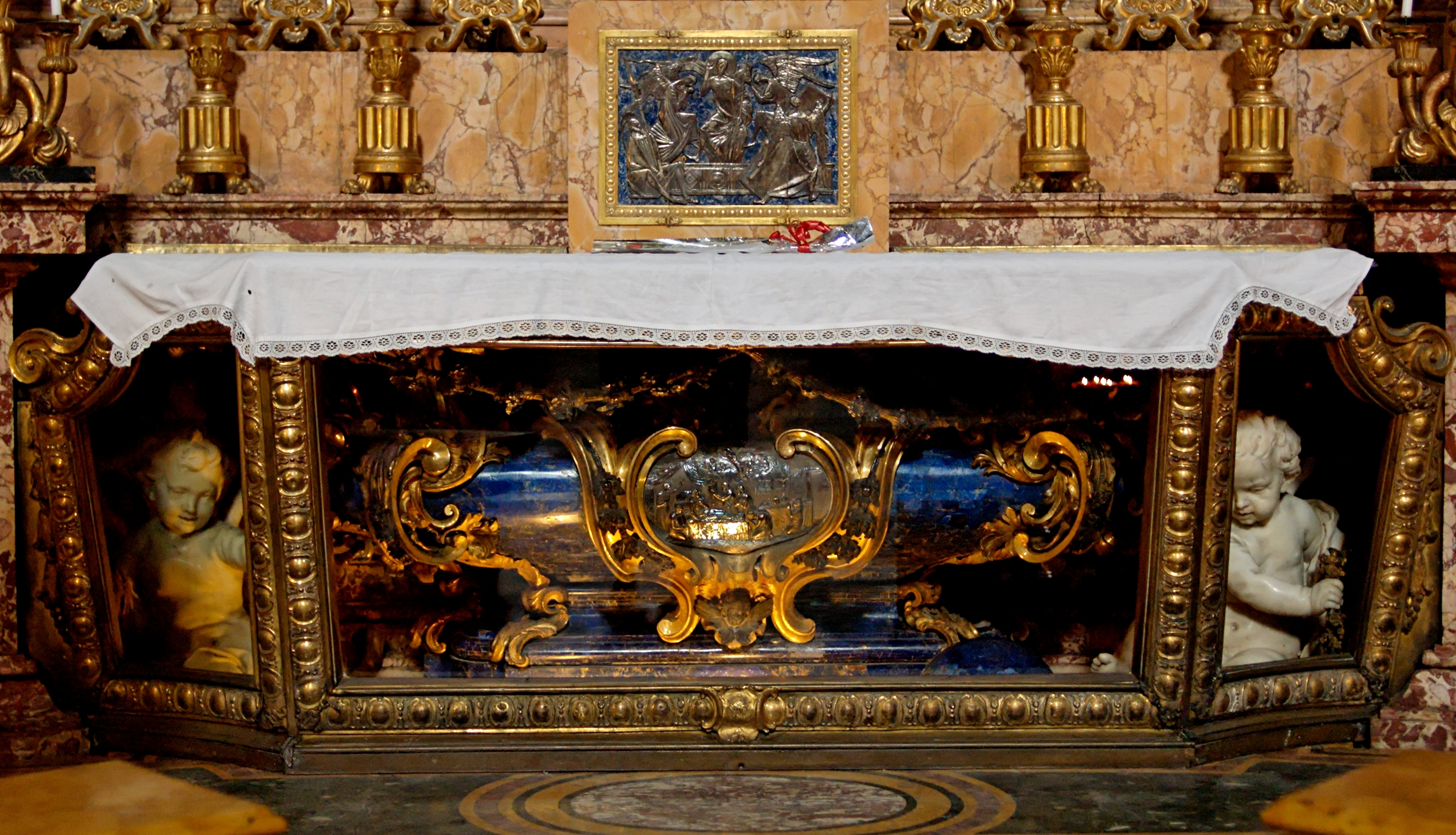
La tomba di San Luigi Gonzaga in Sant'Ignazio a Roma

La festa di San Luigi si celebra il 21 giugno, data della sua morte.
Venne beatificato 14 anni più tardi da papa Paolo V il 19 ottobre 1605. Il 31 dicembre 1726 venne canonizzato con un altro gesuita, San Stanislao Kostka, da papa Benedetto XIII. Lo stesso papa lo dichiarò «protettore degli studenti» nel 1729. Nel 1926 fu proclamato patrono della gioventù cattolica da papa Pio XI. Nel 1991 Giovanni Paolo II lo nominò patrono dei malati di AIDS.

## Iconografia
Nell'arte, San Luigi è mostrato come un giovane che indossa una tonaca nera e una cotta o come un paggio. I suoi attributi sono un giglio, che si riferisce all'innocenza; una croce, che si riferisce alla pietà e al sacrificio; un teschio, riferito alla sua morte prematura; e un rosario, che si riferisce alla sua devozione alla Beata Vergine Maria.
Un contributo determinante nel fornire schemi iconografici per la devozione a questo santo è attribuibile al pittore bresciano Pietro Scalvini, che nella sua vita ricevette numerosissime commissioni per riprodurre aspetti della vita e immagini del santo.

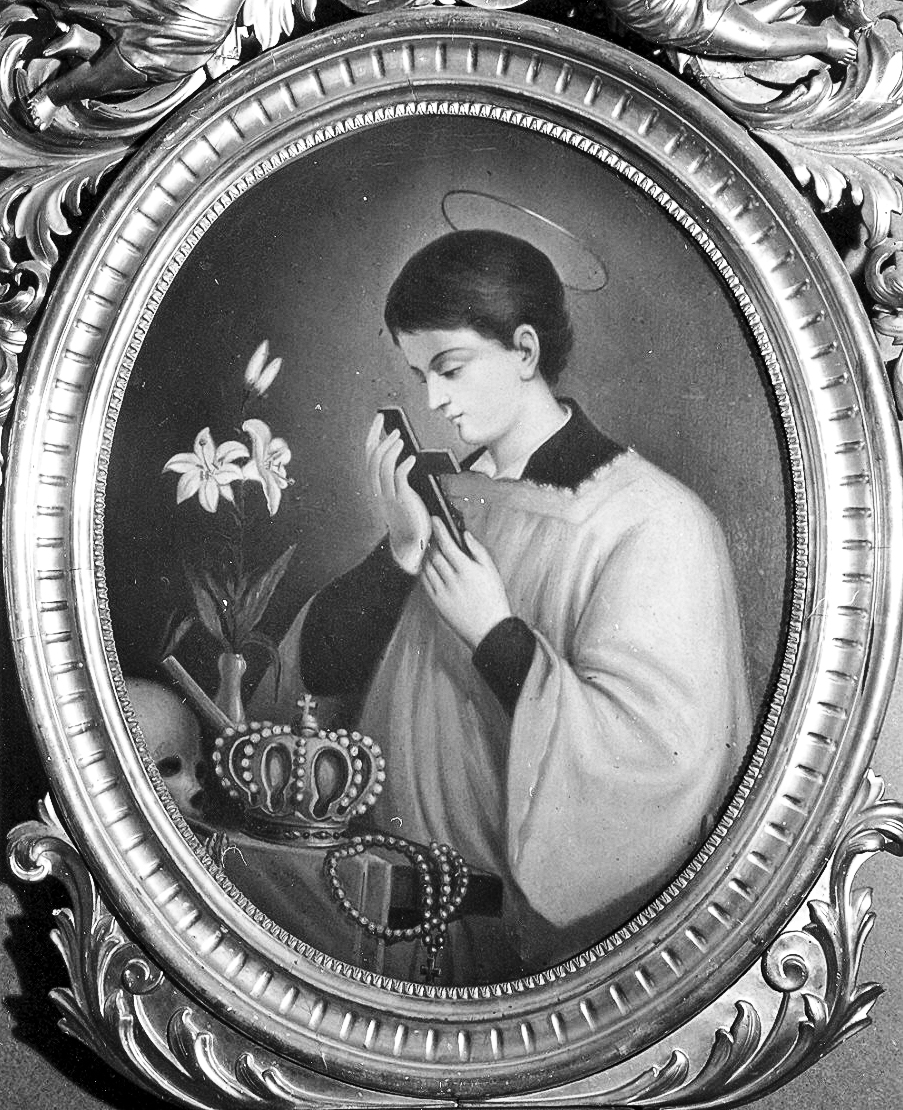
San Luigi in uno stile tipicamente romantico, senza trasgressioni dall'iconografia canonica, Marcello Baschenis, 1880
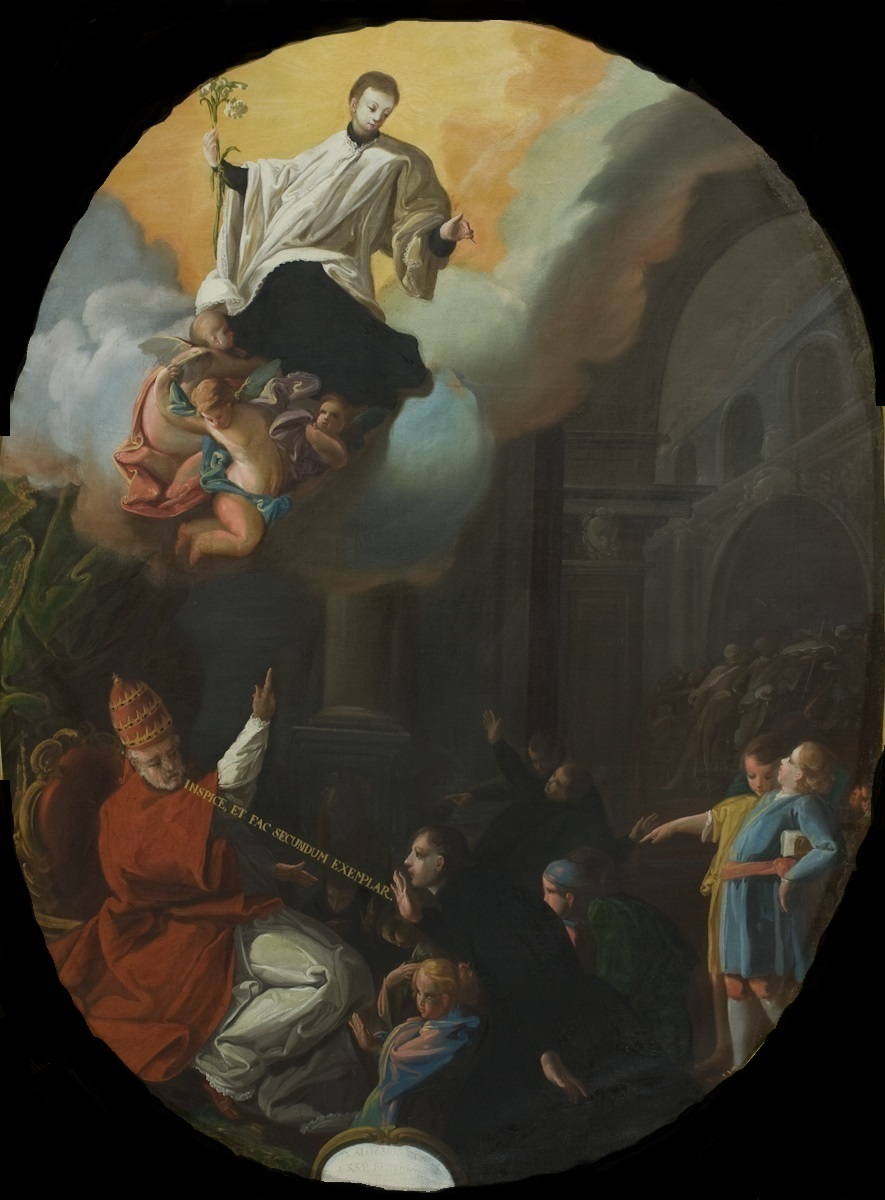
Consacrazione di san Luigi Gonzaga come patrono della gioventù, Francisco Goya, 1763
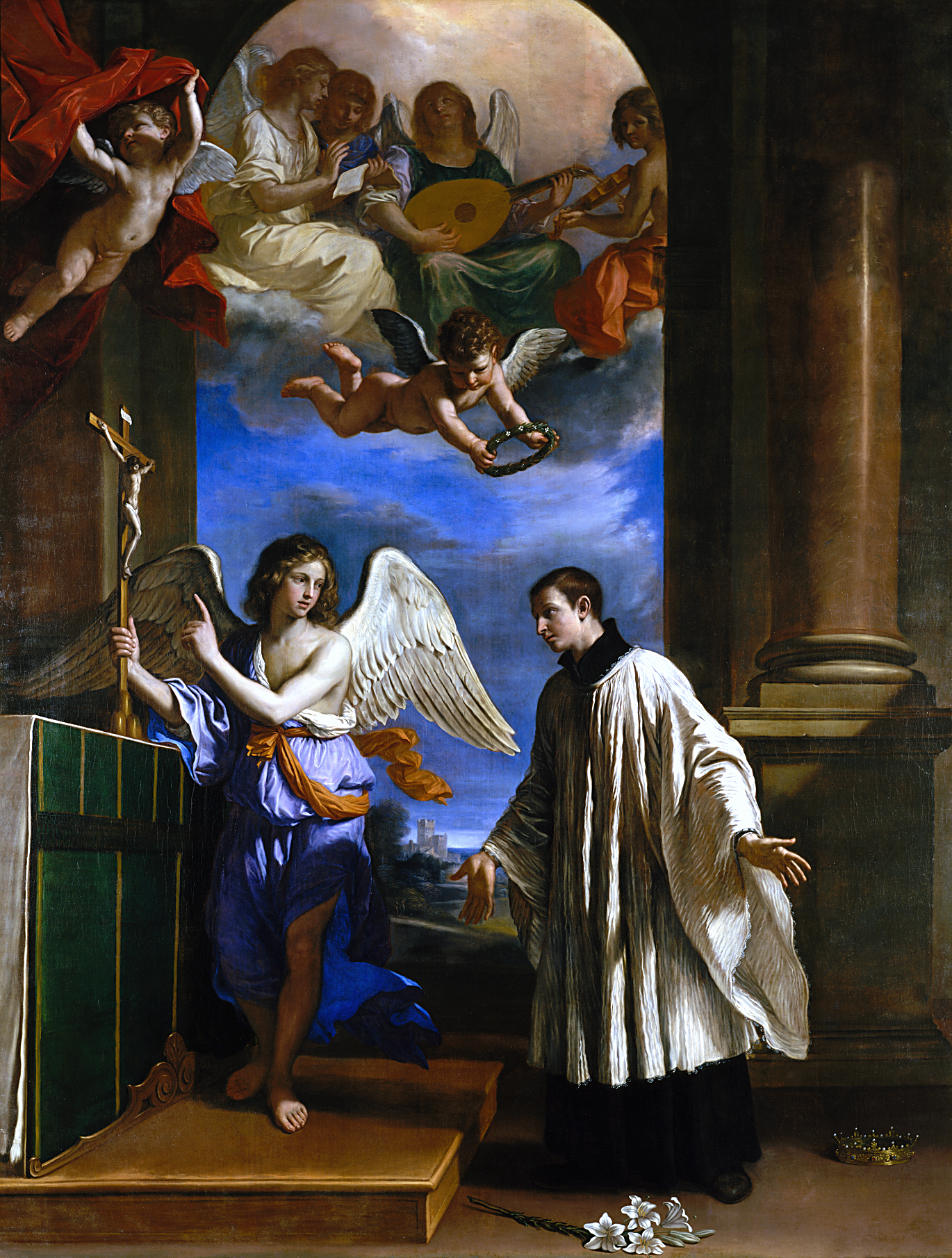
Vocazione di san Luigi Gonzaga, Guercino, 1650
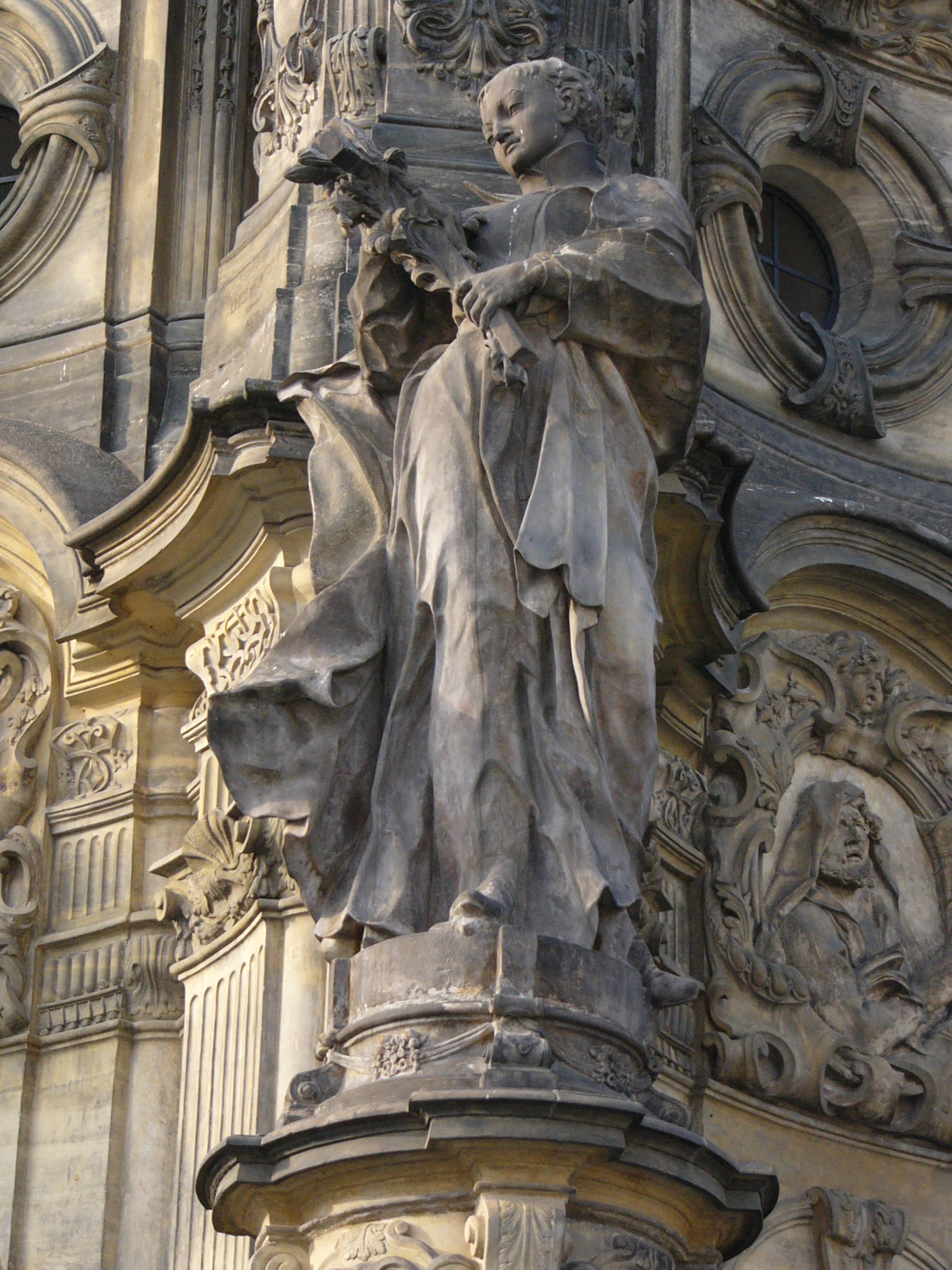
Statua di san Luigi Gonzaga a Olomouc
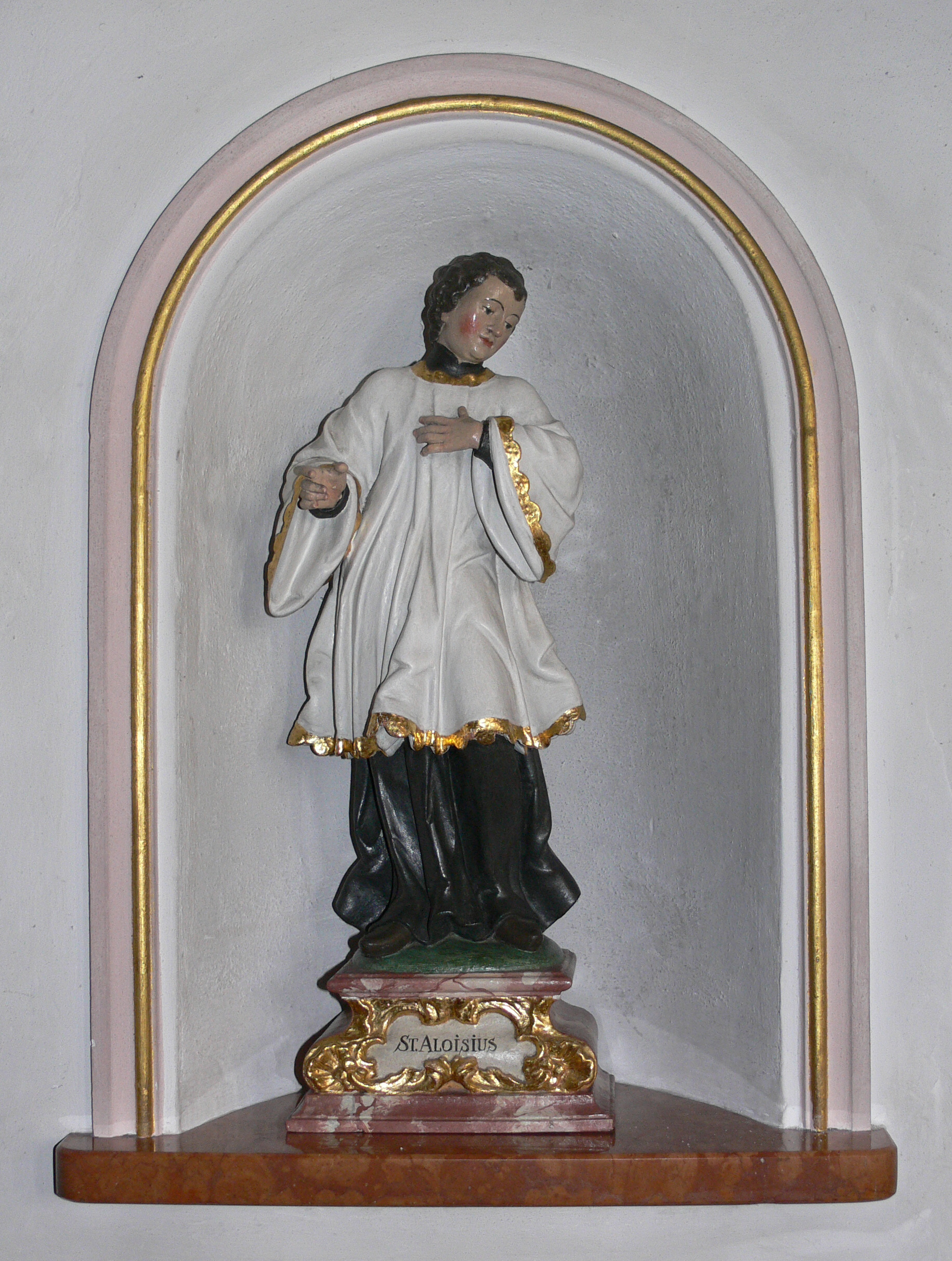
Statua di san Luigi Gonzaga, chiesa di Horgenzell
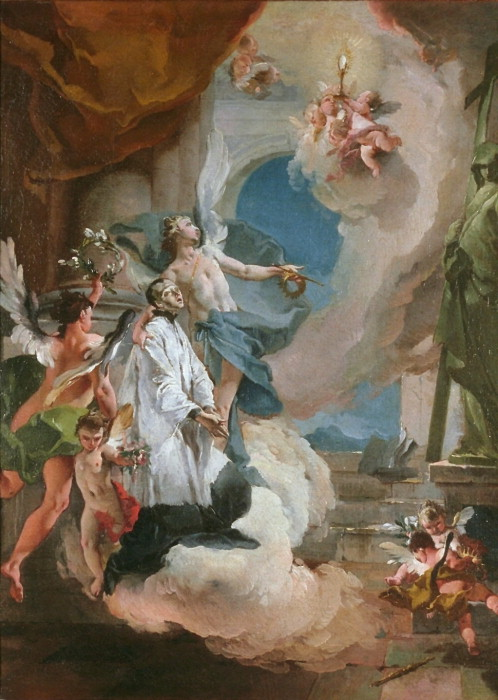
San Luigi Gonzaga in gloria, Giovanni Battista Tiepolo
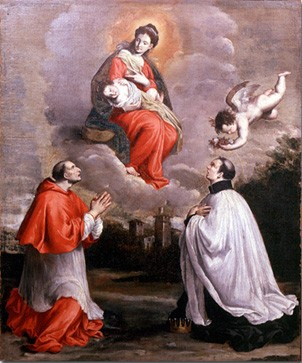
San Carlo Borromeo (a sinistra) e san Luigi Gonzaga pregano la Vergine Maria, Agostino Bonisoli, 1695
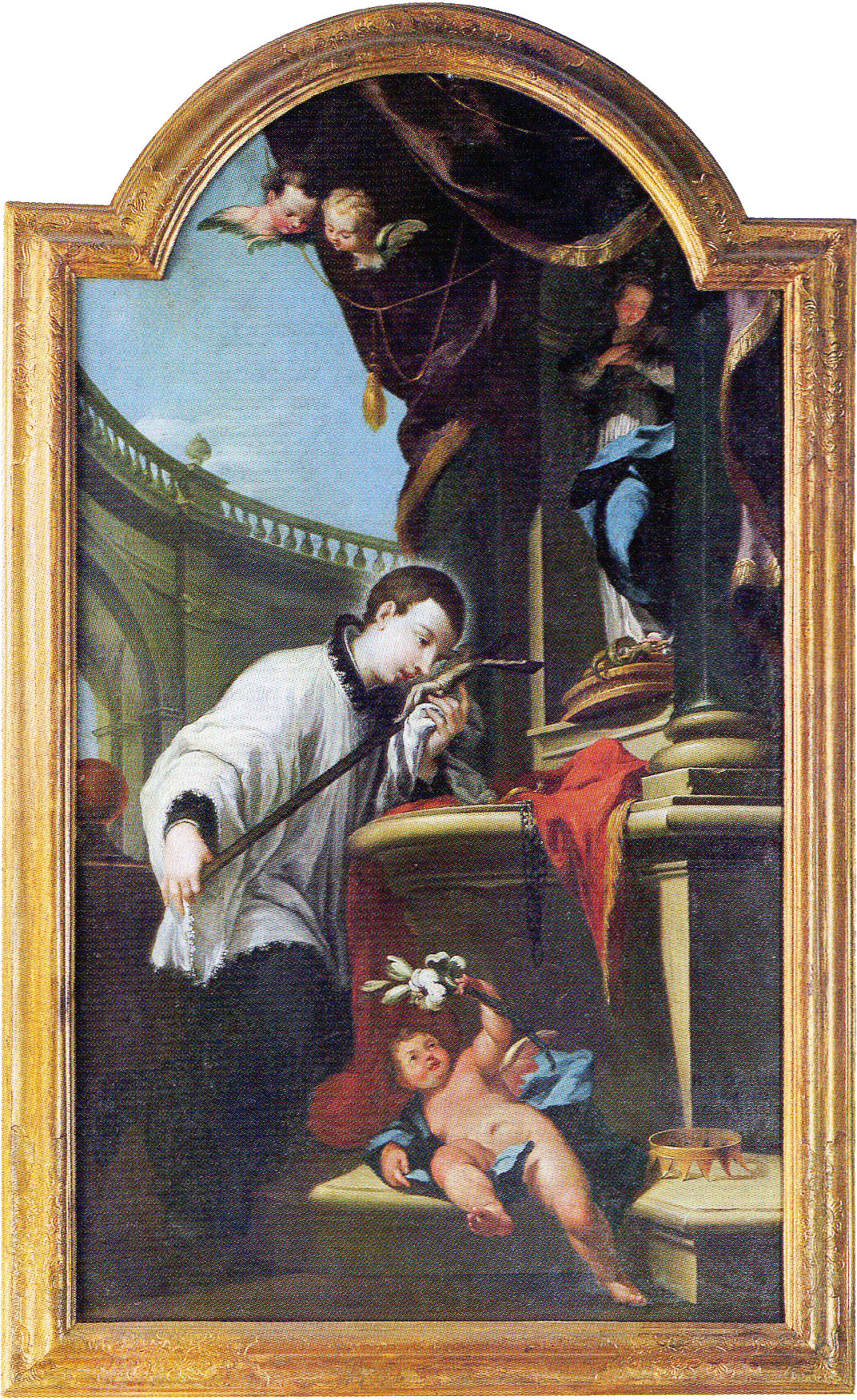
San Luigi Gonzaga adora il crocifisso, Pietro Scalvini, 1765
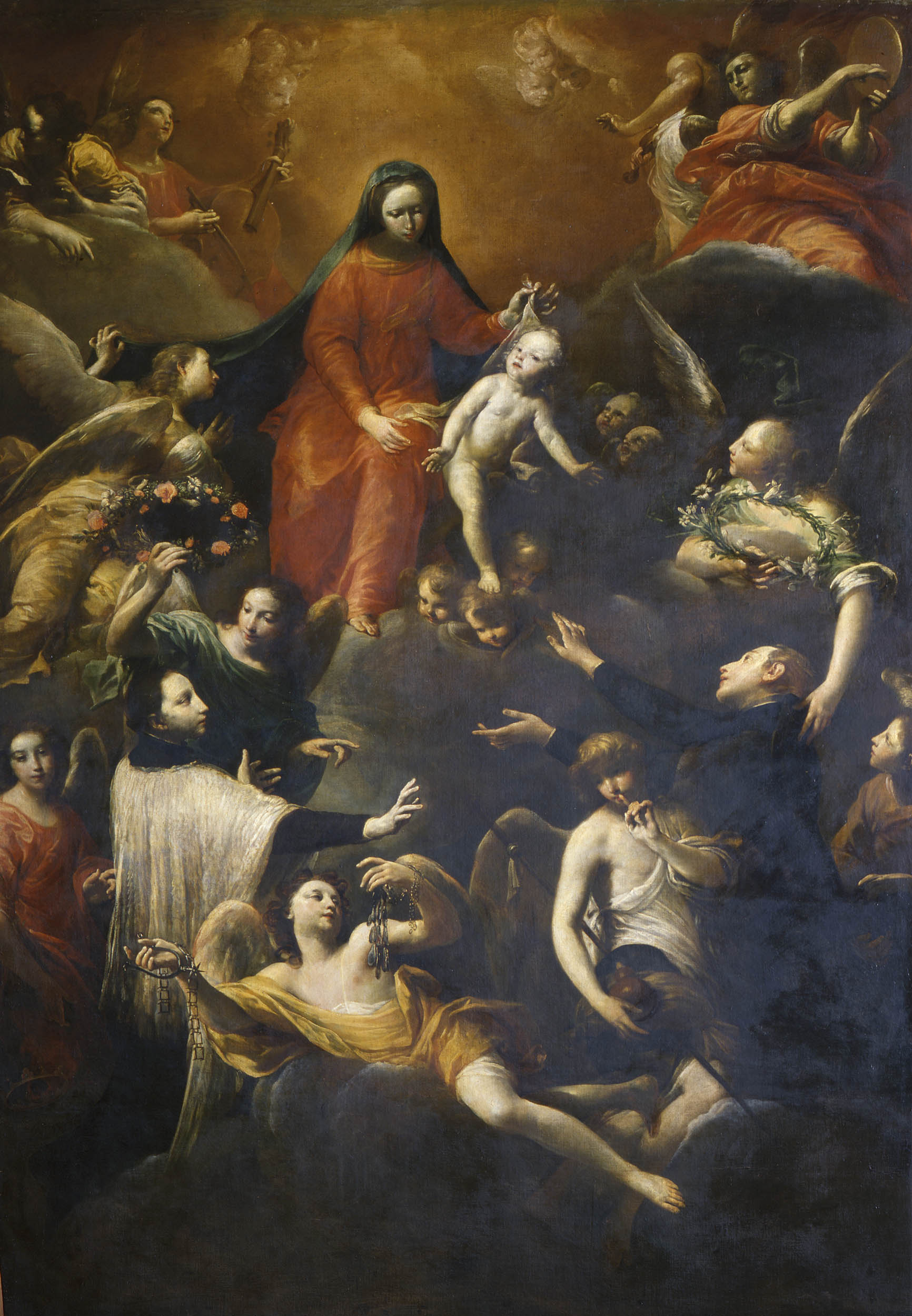
Madonna col Bambino e i Santi Luigi Gonzaga e Stanislao Kostka, Giuseppe Maria Crespi, 1726-1740
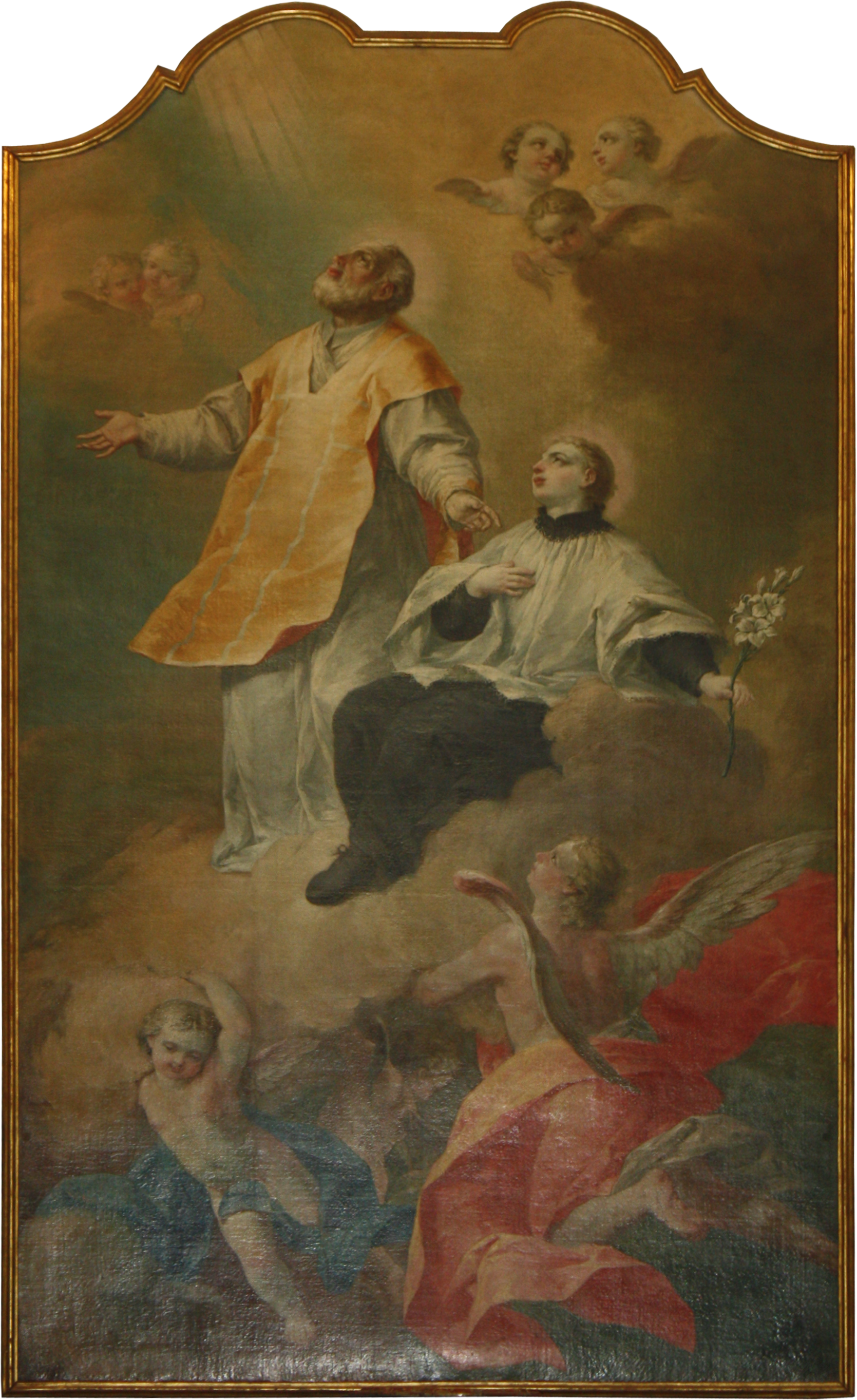
San Filippo Neri e San Luigi Gonzaga in gloria, Biagio Bellotti, 1749-1751
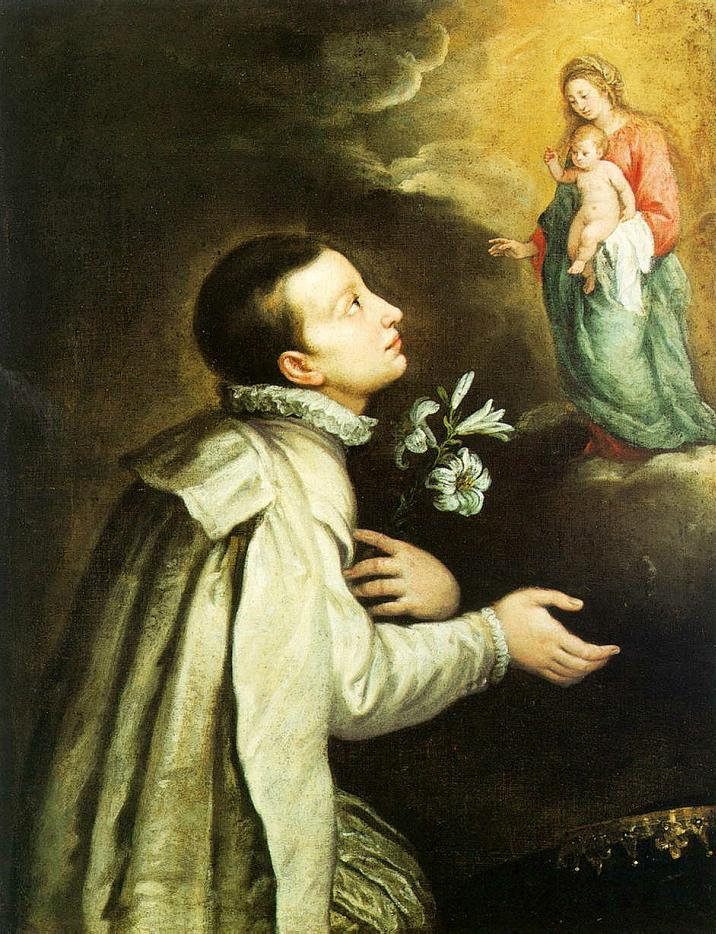
San Luigi Gonzaga, Francesco Nuvolone, 1608-1665
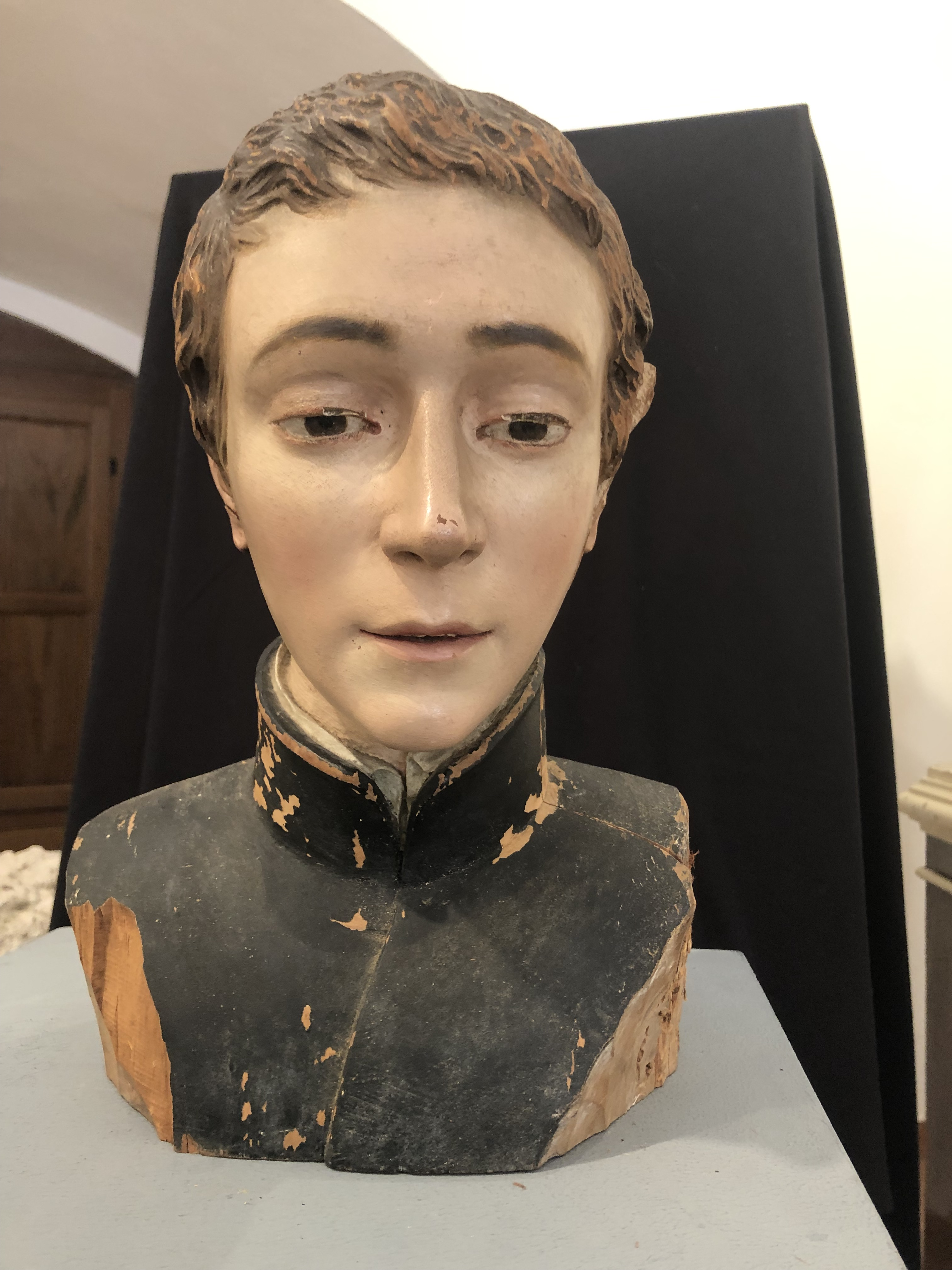
Testa in legno di San Luigi Gonzaga, Giuseppe Frattallone, 1832-1874

## Congregazioni di San Luigi
Come santo protettore della gioventù studiosa, san Luigi Gonzaga è titolare di numerose congregazioni religiose dedite particolarmente all'istruzione e all'educazione cristiana della gioventù: i Fratelli di San Luigi Gonzaga, sorti nei Paesi Bassi nel 1840; le Suore oblate di San Luigi Gonzaga, fondate in diocesi di Alba nel 1815; le Maestre Luigine di Parma, parzialmente confluite nelle Suore domenicane della Beata Imelda nel 2002.

## Eredità
- L'Aloisianum di Gallarate e Padova è l'istituto universitario di studi filosofici dei Gesuiti, già Pontificia Facoltà di Filosofia, a lui dedicato in quanto Aloisius è Luigi in latino;
- L'università Gonzaga di Spokane, negli Stati Uniti, è denominata così, proprio in onore del santo;
- A Washington DC, Gonzaga College High School, Washington Seminary, come era originariamente chiamato, iniziò le lezioni per studenti laici nel 1821 e fu ribattezzato "Gonzaga College". La Gonzaga College High School è una scuola preparatoria del college cattolico per ragazzi di età compresa tra 9 e 12 anni;
- A Dublino, in Irlanda, il Gonzaga College è una scuola secondaria gesuita per ragazzi;
- A Jabalpur, in India, la St. Aloysius Senior Secondary School;
- A Bologna il Collegio San Luigi, Istituto Comprensivo;
- A Palermo l'Istituto Gonzaga, scuola privata paritaria fondata dalla Compagnia di Gesù nel 1919 e appartenente alla rete dei collegi dei gesuiti della provincia Euromediterranea;
- A Orbassano l'Ospedale San Luigi Gonzaga, ospedale polispecialistico di rilievo nazionale, sede di due corsi di laurea, di laboratori di ricerca e del centro regionale antidoping;
- A Castiglione delle Stiviere, non molto tempo dopo la morte di Luigi, nel giorno della sua festa nel 1608, le tre figlie Cinzia, Olimpia e Gridonia di suo fratello Rodolfo fondarono una comunità di donne dedite all'educazione, sotto il nome formale delle Nobili Vergini di Gesù. La comunità si è estinta nel 2022 con la morte dell'ultima consacrata ancora in vita.

## Ascendenza
|                     |             |                         | Genitori                   |  |  | Nonni |  |  | Bisnonni        |  |  | Trisnonni           |  |
|                     |             |                         |                            |  |  |       |  |  | Rodolfo Gonzaga |  |  | Ludovico II Gonzaga |  |
|                     |             |                         |                            |  |  |       |  |  | Rodolfo Gonzaga |  |  | Ludovico II Gonzaga |  |
|                     |             | Barbara di Brandeburgo  |                            |  |  |       |  |  | Rodolfo Gonzaga |  |  |                     |  |
| Aloisio Gonzaga     |             |                         |                            |  |  |       |  |  | Rodolfo Gonzaga |  |  |                     |  |
|                     |             | Caterina Pico           | Gianfrancesco I Pico       |  |  |       |  |  |                 |  |  |                     |  |
|                     |             | Caterina Pico           | Gianfrancesco I Pico       |  |  |       |  |  |                 |  |  |                     |  |
|                     |             | Caterina Pico           | Giulia Boiardo             |  |  |       |  |  |                 |  |  |                     |  |
| Ferrante Gonzaga    |             | Caterina Pico           |                            |  |  |       |  |  |                 |  |  |                     |  |
|                     |             | Gian Giacomo Anguissola | Giovanni Carlo Anguissola  |  |  |       |  |  |                 |  |  |                     |  |
|                     |             | Gian Giacomo Anguissola | Giovanni Carlo Anguissola  |  |  |       |  |  |                 |  |  |                     |  |
|                     |             | Gian Giacomo Anguissola | Caterina Torelli d'Aragona |  |  |       |  |  |                 |  |  |                     |  |
| Caterina Anguissola |             | Gian Giacomo Anguissola |                            |  |  |       |  |  |                 |  |  |                     |  |
|                     |             | Angela Radini Tedeschi  | Daniele Radini Tedeschi    |  |  |       |  |  |                 |  |  |                     |  |
|                     |             | Angela Radini Tedeschi  | Daniele Radini Tedeschi    |  |  |       |  |  |                 |  |  |                     |  |
|                     |             | Angela Radini Tedeschi  | ...                        |  |  |       |  |  |                 |  |  |                     |  |
| Luigi Gonzaga       |             | Angela Radini Tedeschi  |                            |  |  |       |  |  |                 |  |  |                     |  |
|                     | Ercole Tana | Baldassarre Tana        |                            |  |  |       |  |  |                 |  |  |                     |  |
|                     | Ercole Tana | Baldassarre Tana        |                            |  |  |       |  |  |                 |  |  |                     |  |
|                     | Ercole Tana | ...                     |                            |  |  |       |  |  |                 |  |  |                     |  |
| Baldassarre Tana    | Ercole Tana |                         |                            |  |  |       |  |  |                 |  |  |                     |  |
|                     |             | Elena Benso di Mondonio | Bartolomeo Benso           |  |  |       |  |  |                 |  |  |                     |  |
|                     |             | Elena Benso di Mondonio | Bartolomeo Benso           |  |  |       |  |  |                 |  |  |                     |  |
|                     |             | Elena Benso di Mondonio | Tommasina Vignati          |  |  |       |  |  |                 |  |  |                     |  |
| Marta Tana          |             | Elena Benso di Mondonio |                            |  |  |       |  |  |                 |  |  |                     |  |
|                     |             | Girolamo della Rovere   | Stefano della Rovere       |  |  |       |  |  |                 |  |  |                     |  |
|                     |             | Girolamo della Rovere   | Stefano della Rovere       |  |  |       |  |  |                 |  |  |                     |  |
|                     |             | Girolamo della Rovere   | Luchesia della Rovere      |  |  |       |  |  |                 |  |  |                     |  |
| Anna della Rovere   |             | Girolamo della Rovere   |                            |  |  |       |  |  |                 |  |  |                     |  |
|                     |             | Maria Grimaldi          | Giovanni II di Monaco      |  |  |       |  |  |                 |  |  |                     |  |
|                     |             | Maria Grimaldi          | Giovanni II di Monaco      |  |  |       |  |  |                 |  |  |                     |  |
|                     |             | Maria Grimaldi          | Libera Portoneri           |  |  |       |  |  |                 |  |  |                     |  |
|                     |             | Maria Grimaldi          |                            |  |  |       |  |  |                 |  |  |                     |  |